# Pentti Nikula
Pentti Kustaa Nikula (* 3. Februar 1939 in Somero) ist ein ehemaliger finnischer Leichtathlet. Bei einer Körpergröße von 1,79 m betrug sein Wettkampfgewicht 70 kg.
Pentti Nikula ist der erste Fünfmeterspringer in der Geschichte des Stabhochsprungs. Da er seinen Rekord aber in der Halle sprang, gilt allgemein der US-Amerikaner Brian Sternberg als erster Fünfmeterspringer, da er der erste Springer war, der die Höhe im Freien überquerte.

## Karriere
Die Einführung des Glasfiberstabes führte ab 1961 zu einer Serie von Weltrekorden im Stabhochsprung. Am 22. Juni 1962 verbesserte Nikula in Kauhava den Weltrekord im Stabhochsprung des US-Amerikaners Dave Tork um einen Zentimeter auf 4,94 Meter.
Bei den Europameisterschaften 1962 in Belgrad wurde Pentti Nikula Europameister mit 4,80 Meter vor Rudolf Tomášek aus der ČSSR und seinem finnischen Mannschaftskameraden Kauko Nyström mit jeweils 4,60 Meter. Auf Platz 4 folgte mit Risto Ankio ein weiterer Finne mit 4,55 Meter.
Am 2. Februar 1963 in Pajulahti übersprang Penti Nikula als erster Mensch die Fünfmetermarke, danach steigerte er auf 5,05 Meter, die er im dritten Versuch überwand. Nikula steigerte die Höhe auf 5,10 Meter und meisterte die Höhe gleich im ersten Versuch. Damit stand die Hallenweltbestleistung 16 Zentimeter über dem Freiluftrekord. Dieser Freiluftweltrekord wurde im April 1963 von Brian Sternberg mit exakt 5,00 Meter übertroffen. Nikula sprang seine Freiluft-Besthöhe von 5,00 Meter einen Monat nach Sternbergs Sprung in Pori und hielt damit zumindest den Europarekord, während Sternberg mit 5,08 Meter und John Pennel mit 5,13 Meter und 5,20 Meter den Freiluftweltrekord weiter steigerten. Nikulas Hallenweltbestleistung wurde erst 1966 von Pennel übertroffen.
1964 bei den Olympischen Spielen in Tokio belegte Nikula mit 4,90 Meter nur noch Platz 7.
Nikula wurde 1962 und 1964 finnischer Landesmeister.